# Juan Nepomuceno Cascallana
Juan Nepomuceno Cascallana y Ordóñez (Sevilla, 24 de julio de 1785-Málaga, 26 de febrero de 1868) fue rector de la Universidad de Osuna en 1808, obispo de Astorga en 1850, de Málaga en 1852 y senador vitalicio en la legislatura 1853-54.
Como narra Benito Pérez Galdós en el capítulo II de La revolución de julio fue el encargado de proceder a la degradación eclesiástica del cura Merino antes de su ejecución, el 7 de febrero de 1852, por atentar contra la reina Isabel II, a la que llegó a herir con un estilete.